# Eparchie Sambir-Drohobytsch
Die Eparchie Sambir-Drohobytsch (lateinisch Eparchia Samboriensis-Drohobychiensis, ukrainisch Самбірсько-Дрогобицька єпархія Sambirsko-Drohobyzka jeparchija) ist eine in der Ukraine gelegene Eparchie der ukrainisch griechisch-katholischen Kirche mit Sitz in Sambir.

## Geschichte
Die Eparchie Sambir-Drohobytsch wurde am 20. April 1993 aus Gebietsabtretungen der Erzeparchie Lemberg errichtet.
Es umfasst den südwestlichen Teil der Oblast Lwiw.

## Bischöfe der Eparchie Sambir-Drohobytsch
- Julian Woronowskyj MSU, 20. April 1993–27. Oktober 2011
- Jarosław Pryriz CSsR, seit 27. Oktober 2011

Wappen